# Unbegleiteter minderjähriger Fremder
Ein unbegleiteter minderjähriger Fremder ist nach § 2 Abs. 1 Ziffer 17 des österreichischen Niederlassungs- und Aufenthaltsgesetzes ein minderjähriger Fremder, der sich nicht in Begleitung eines für ihn gesetzlich verantwortlichen Volljährigen befindet. Minderjährig ist nach dem Allgemeinen Bürgerlichen Gesetzbuch, wer das 18. Lebensjahr noch nicht vollendet hat. Fremder ist jeder, der nicht die österreichische Staatsbürgerschaft besitzt. Das können EWR-Bürger oder über das Freizügigkeitsabkommen gleichgestellte Schweizer oder Drittstaatsangehörige oder Staatenlose sein.
Bei den Minderjährigen handelt es sich vielfach um Schutzsuchende, aber auch um irregulär eingereiste, vom Menschenhandel betroffene oder sonstige Personen.

## Betreuung
Artikel 7 der Vereinbarung zwischen dem Bund und den Ländern gemäß Art. 15a B-VG über gemeinsame Maßnahmen zur vorübergehenden Grundversorgung für hilfs- und schutzbedürftige Fremde führt die Sonderbestimmungen auf, die eine bundeseinheitliche Gewährleistung der Grundversorgung im jeweiligen verfassungsrechtlichen Kompetenzbereich für diesen Personenkreis regeln. Unmündige Minderjährige dürfen nach § 76 Fremdenpolizeigesetz nicht in Schubhaft genommen werden.

### Kinder- und Jugendhilfe
Unbegleitete Minderjährige werden in speziellen Unterkünften untergebracht und erhalten besondere Betreuung und Versorgung. Dazu gehören:
- Medizinische Versorgung[3]
- Zugang zu Rechtsberatung[4]
- Zugang zu Bildung[5]
- Zugang zu Berufsausbildung und Beschäftigung[6]
- Integrationsmaßnahmen und Hilfe bei der Familienzusammenführung[7]

Nach Vollendung des 18. Lebensjahres kann die Kinder- und Jugendhilfe im Rahmen des § 29 B-KJHG für junge Erwachsene  fortgesetzt werden, wenn diese dringend notwendig ist.

## Unbegleitete minderjährige Asylwerber
Für Asylwerber, also Personen die in Österreich um Asyl ansuchen, gelten dieselben Regelungen wie für unbegleitete minderjährige Fremde im Allgemeinen.
Die Anzahl der Asylanträge unbegleiteter Minderjähriger gemäß den jeweils zu Beginn des Folgejahres vom Bundesministerium für Inneres publizierten Jahresstatistiken:
| Jahr | unter 14 Jahre | 14 bis 18 Jahre | Volljährigkeit festgestellt * | Anträge gesamt |
| ---- | -------------- | --------------- | ----------------------------- | -------------- |
| 2004 | 043            | 0871            | 0298                          | 1212           |
| 2005 | 081            | 0709            | 091                           | 0881           |
| 2006 | 063            | 0361            | 074                           | 0488           |
| 2007 | 050            | 0466            | 066                           | 0582           |
| 2008 | 064            | 0706            | 0104                          | 0874           |
| 2009 | 043            | 1019            | 0123                          | 1185           |
| 2010 | 034            | 0653            | 0247                          | 0934           |
| 2011 | 057            | 1064            | 0225                          | 1346           |
| 2012 | 084            | 1490            | 0207                          | 1781           |
| 2013 | 067            | 0932            | 0188                          | 1187           |
| Jahr | unter 14 Jahre | 14 bis 18 Jahre | ab 2014 nicht enthalten **    | Anträge gesamt |
| 2014 | 0119           | 1857            | -                             | 1976           |
| 2015 | 0743           | 7534            | -                             | 08277 ***      |
| 2016 | 0372           | 3528            | -                             | 3900           |
| 2017 | 0143           | 1209            | -                             | 1352           |

* zu den Bestimmungen bzgl. vermuteter oder festgestellter Volljährigkeit siehe den Abschnitt Altersfeststellung

** ab 2014 wurden als falsch begutachtete Altersangaben mit dem Hinweis „Bei gegenständlichen Zuordnungen zu den Altersgruppen wurde jenes Alter herangezogen, das  zum Zeitpunkt der Auswertung von den nationalen Behörden akzeptiert wurde. Berichtigungen aufgrund einer Altersfeststellung sind im Nachhinein möglich.“ in der Statistik nicht mehr gesondert angeführt.

*** vgl.: Flüchtlingskrise in Europa ab 2015

### Altersfeststellung
Bei Zweifel an den Altersangaben müssen die Asylbehörden Gutachten zur Altersbestimmung nach den Standards der Arbeitsgemeinschaft für Forensische Altersdiagnostik einholen.
Gemäß der Beantwortung einer parlamentarischen Anfrage im Jahr 2017 durch den damaligen Innenminister Wolfgang Sobotka (ÖVP) wurde durch das Bundesamt für Fremdenwesen und Asyl im Jahr 2014 in 1458 Fällen eine Röntgenaufnahme der linken Hand in Auftrag gegeben, die in 798 Fällen kein eindeutiges Ergebnis lieferte, woraufhin ein Altersfestellungsgutachten angefordert wurde. 414 Mal (bei 59 % der so Begutachteten) wurde auf Volljährigkeit erkannt. Im Jahr 2015 wurden 5322 Röntgenaufnahmen angefertigt, von denen 2826 keine eindeutiges Ergebnis lieferten und zu einer weiteren Begutachtung führten. Dazu langten 1746 Gutachten ein, wobei in 832 Fällen (48 % der so Begutachteten) Volljährigkeit festgestellt wurde. 2016 gab es 3943 Handröntgen, die in 2847 Fällen unklar blieben und zu 2252 Gutachten führten. Von diesen lauteten 919 (41 % der auf diese Weise Begutachteten) auf Volljährigkeit.